# Karlheinz Hellwig
Karlheinz Hellwig (* 10. Dezember 1931 in Stolp, Ostpommern; † 16. September 2011 in Berlin) war ein deutscher Anglist, Didaktiker und Hochschullehrer.

## Leben und Wirken
Karlheinz Hellwig studierte Anglistik, Germanistik und Berufspädagogik und legte die beiden Staatsexamen für den höheren Schuldienst 1960 bzw. 1962 ab. Von 1960 bis 1965 arbeitete er im Schuldienst. 1965 übernahm er eine Stelle als pädagogischer Assistent an der Pädagogischen Hochschule Hannover. Im Jahre 1969 promovierte er im Fach Anglistik an der Technischen Universität Hannover mit einer Arbeit über englische Volksmärchen. 1971 wurde er Akademischer Rat, 1975 Akademischer Oberrat. Von 1974 bis 1976 übernahm er eine Lehrstuhlvertretung an der Universität Hannover und wurde dort 1981 zum Professor ernannt. 1997 trat er in den Ruhestand.
Hauptschwerpunkt der wissenschaftlichen Arbeit von Hellwig war vor allem die Didaktik des Englischunterrichts, insbesondere in der Grundschule. Außerdem beschäftigte er sich mit dem englischen Literaturunterricht.
Hellwig wurde 2005 mit einer Medaille für seine Verdienste um die Pommersche Pädagogische Akademie in Słupsk (Stolp) ausgezeichnet. Er engagierte sich im Verein „Stolper Heimatkreise“, dessen jährlich erscheinende Zeitschrift Stolper Heft er elf Ausgaben lang als Schriftleiter betreute.

## Veröffentlichungen (Auswahl)
- Englische Volksmärchen. Literarisch, kulturhistorisch, soziologisch (= Studien zur englischen Literatur. Band 7). Bouvier, Bonn 1971, ISBN 3-416-00731-X (= Dissertation. Technische Universität Hannover).
- mit Gesine Fay: Englischunterricht in der Grundschule (= Moderner Englischunterricht. Band 5–6). Schroedel, Hannover 1971.
- (Hrsg.): Ausbildung und Fortbildung des Englischlehrers. Festschrift für Karin Freund-Heitmüller. Schroedel, Hannover 1975.
- mit Helmut Sauer (Hrsg.): Englischunterricht für alle. Beiträge zur Didaktik und Methodik des Englischunterrichts in Lerngruppen mit schwierigen Voraussetzungen. Schöningh, Paderborn 1984, ISBN 3-506-73923-9.
- mit Rudolf W. Keck (Hrsg.): Englisch-Didaktik zwischen Fachwissenschaft und allgemeiner Didaktik. Interdisziplinäre Kooperation auf dem Prüfstand (= Theorie & Praxis. Band 18). Fachbereich Erziehungswissenschaften I der Universität Hannover, Hannover 1988, ISBN 3-922874-36-3.
- (Hrsg.): Textdidaktik für den Fremdsprachenunterricht - isoliert oder integrativ? Narr, Tübingen 1990, ISBN 3-8233-4106-5.
- mit Wilfried Gienow (Hrsg.): Prozeßorientierte Mediendidaktik im Fremdsprachenunterricht. Lang, Frankfurt am Main 1993, ISBN 3-631-45773-1.
- Fremdsprachen an Grundschulen als Spielen und Lernen. Dargestellt am Beispiel Englisch. Hueber, Ismaning 1995, ISBN 3-19-002398-0.
- mit Gabriele Blell (Hrsg.): Bildende Kunst im Fremdsprachenunterricht (= Fremdsprachendidaktik inhalts- und lernerorientiert. Band 1). Lang, Frankfurt am Main 1996, ISBN 3-631-50056-4.
- Anfänge englischen Literaturunterrichts. Entwicklung, Grundlagen, Praxis ; Primarstufe – Jahrgangsstufe 11 (= Fremdsprachendidaktik inhalts- und lernerorientiert. Band 5). Lang, Frankfurt am Main 2000, ISBN 3-631-34556-9.
- Bildung durch Literatur. Individuelles Sinnverstehen fremdsprachiger Texte. Eine literaturdidaktische Tour d’Horizon (= Fremdsprachendidaktik inhalts- und lernerorientiert. Band 10). Lang, Frankfurt am Main 2005, ISBN 3-631-53439-6.

Außerdem zahlreiche Aufsätze vor allem in fachdidaktischen Zeitschriften.
Festschrift
- Rita Kupetz (Hrsg.): Vom gelenkten zum freien Schreiben im Fremdsprachenunterricht. Freiräume sprachlichen Handelns [diese thematische Festschrift stellt Arbeitsergebnisse eines Kolloquiums vor, das anläßlich der Verabschiedung von Herrn Prof. Dr. Hellwig aus dem Hochschuldienst am 24. und 25.01.1997 im Leibniz-Haus Hannover statt fand] (= Fremdsprachendidaktik inhalts- und lernerorientiert, Bd. 3). Lang, Frankfurt/M. 1997, ISBN 3-631-32203-8.